# Élections législatives de 1993 en Maine-et-Loire
Les élections législatives françaises de 1993 se déroulent les 21 et 28 mars 1993. Dans le département de Maine-et-Loire, sept députés sont à élire dans le cadre de sept circonscriptions.

## Élus
| Circonscription | Député sortant    | Parti | Parti     | Député élu ou réélu | Parti | Parti     |
| --------------- | ----------------- | ----- | --------- | ------------------- | ----- | --------- |
| 1re             | Roselyne Bachelot |       | RPR       | Roselyne Bachelot   |       | RPR       |
| 2e              | Hubert Grimault   |       | UDF (CDS) | Hubert Grimault     |       | UDF (CDS) |
| 3e              | Edmond Alphandéry |       | UDF (CDS) | Edmond Alphandéry   |       | UDF (CDS) |
| 4e              | Jean Bégault      |       | UDF (AD)  | Jean Bégault        |       | UDF (AD)  |
| 5e              | Maurice Ligot     |       | UDF (AD)  | Maurice Ligot       |       | UDF (AD)  |
| 6e              | Hervé de Charette |       | UDF (PR)  | Hervé de Charette   |       | UDF (PR)  |
| 7e              | Marc Laffineur    |       | UDF (AD)  | Marc Laffineur      |       | UDF (AD)  |

## Positionnement des partis
Les candidats d'alliance RPR-UDF et divers droite se présentent sous la bannière de l'Union pour la France et ceux du Parti socialiste derrière l'Alliance des Français pour le Progrès. Par ailleurs, Les Verts et Génération écologie s'unissent sous l'étiquette Entente des écologistes.

## Résultats

### Résultats à l'échelle du département
| Parti          | Parti                                       | Premier tour | Premier tour | Second tour | Second tour | Sièges |
| Parti          | Parti                                       | Voix         | %            | Voix        | %           | Sièges |
| -------------- | ------------------------------------------- | ------------ | ------------ | ----------- | ----------- | ------ |
|                | Union pour la démocratie française          | 116 192      | 36,58        | 76 410      | 51,01       | 6      |
|                | Rassemblement pour la République            | 56 566       | 17,81        | 27 188      | 18,15       | 1      |
|                | Divers droite                               | 6 001        | 1,89         |             |             | 0      |
|                | Centre national des indépendants et paysans | 1 083        | 0,34         | 0           |             |        |
|                | Union pour la France                        | 179 842      | 56,62        | 103 598     | 69,16       | 7      |
|                |                                             |              |              |             |             |        |
|                | Parti socialiste                            | 44 017       | 13,86        | 46 206      | 30,84       | 0      |
|                | Divers gauche (Maj. prés.)                  | 3 565        | 1,12         |             |             | 0      |
|                | Alliance des Français pour le progrès       | 47 582       | 14,98        | 46 206      | 30,84       | 0      |
|                |                                             |              |              |             |             |        |
|                | Extrême gauche                              | 10 238       | 3,22         |             |             | 0      |
|                | Génération écologie                         | 9 174        | 2,89         | 0           |             |        |
|                | Les Verts                                   | 7 764        | 2,44         | 0           |             |        |
|                | Entente des écologistes                     | 27 176       | 8,56         |             |             | 0      |
|                |                                             |              |              |             |             |        |
|                | Front national                              | 29 142       | 9,17         |             |             | 0      |
|                | Parti communiste français                   | 13 974       | 4,40         | 0           |             |        |
|                | Extrême gauche dont LO et SÉGA              | 11 220       | 3,53         | 0           |             |        |
|                | Le Trèfle - Les nouveaux écologistes        | 8 692        | 2,74         | 0           |             |        |
|                |                                             |              |              |             |             |        |
| Inscrits       | Inscrits                                    | 481 440      | 100,00       | 279 235     | 100,00      | 5      |
| Abstentions    | Abstentions                                 | 140 038      | 29,09        | 109 724     | 39,29       |        |
| Votants        | Votants                                     | 341 402      | 70,91        | 169 511     | 60,71       |        |
| Blancs et nuls | Blancs et nuls                              | 23 774       | 6,96         | 19 707      | 11,63       |        |
| Exprimés       | Exprimés                                    | 317 628      | 93,04        | 149 804     | 88,37       |        |

### Résultats par circonscription

#### Première circonscription (Angers-Est)
| Candidat       | Candidat                          | Parti                      | Premier tour | Premier tour | Second tour | Second tour |  |
| Candidat       | Candidat                          | Parti                      | Voix         | %            | Voix        | %           |  |
| -------------- | --------------------------------- | -------------------------- | ------------ | ------------ | ----------- | ----------- |  |
|                | Roselyne Bachelot sortante réélue | RPR (UPF)                  | 22 872       | 49,99        | 27 188      | 65,47       |  |
|                | Isabelle Galesne                  | PS (ADFP)                  | 7 218        | 15,77        | 14 338      | 34,53       |  |
|                | Roger Julien                      | Extrême gauche             | 5 803        | 12,68        |             |             |  |
|                | Jean-Yves Fournel                 | FN                         | 4 799        | 10,49        |             |             |  |
|                | Jack Proult                       | PCF                        | 2 508        | 5,48         |             |             |  |
|                | Bruno Bourrinet                   | Divers gauche (Maj. prés.) | 2 386        | 5,21         |             |             |  |
|                | Annie Chanial                     | Divers droite              | 170          | 0,37         |             |             |  |
|                |                                   |                            |              |              |             |             |  |
| Inscrits       | Inscrits                          | Inscrits                   | 70 722       | 100,00       | 70 708      | 100,00      |  |
| Abstentions    | Abstentions                       | Abstentions                | 21 785       | 30,8         | 25 675      | 36,31       |  |
| Votants        | Votants                           | Votants                    | 48 937       | 69,2         | 45 033      | 63,69       |  |
| Blancs et nuls | Blancs et nuls                    | Blancs et nuls             | 3 181        | 6,5          | 3 507       | 7,79        |  |
| Exprimés       | Exprimés                          | Exprimés                   | 45 756       | 93,5         | 41 526      | 92,21       |  |

#### Deuxième circonscription (Angers-Sud)
| Candidat       | Candidat                      | Parti                 | Premier tour | Premier tour | Second tour | Second tour |  |
| Candidat       | Candidat                      | Parti                 | Voix         | %            | Voix        | %           |  |
| -------------- | ----------------------------- | --------------------- | ------------ | ------------ | ----------- | ----------- |  |
|                | Hubert Grimault sortant réélu | UDF (CDS)             | 23 250       | 47,41        | 28 845      | 64,07       |  |
|                | Jean-Claude Boyer             | PS (ADFP)             | 6 996        | 14,26        | 16 175      | 35,93       |  |
|                | Jean Quélennec                | FN                    | 4 752        | 9,69         |             |             |  |
|                | Philippe Bodard               | GÉ (EÉ)               | 4 689        | 9,56         |             |             |  |
|                | Jean Bertholet                | PCF                   | 3 593        | 7,33         |             |             |  |
|                | Thérèse Goueslard             | LT-LNÉ                | 1 620        | 3,3          |             |             |  |
|                | Philippe Lebrun               | LO                    | 1 131        | 2,31         |             |             |  |
|                | Didier Brémaud                | Extrême gauche (MPPT) | 1 095        | 2,23         |             |             |  |
|                | Alain Dubois                  | CNIP                  | 1 083        | 2,21         |             |             |  |
|                | Jacques Godin                 | SÉGA                  | 835          | 1,7          |             |             |  |
|                |                               |                       |              |              |             |             |  |
| Inscrits       | Inscrits                      | Inscrits              | 74 626       | 100,00       | 74 626      | 100,00      |  |
| Abstentions    | Abstentions                   | Abstentions           | 21 875       | 29,31        | 25 687      | 34,42       |  |
| Votants        | Votants                       | Votants               | 52 751       | 70,69        | 48 939      | 65,58       |  |
| Blancs et nuls | Blancs et nuls                | Blancs et nuls        | 3 707        | 7,03         | 3 919       | 8,01        |  |
| Exprimés       | Exprimés                      | Exprimés              | 49 044       | 92,97        | 45 020      | 91,99       |  |

#### Troisième circonscription (Saumur-Nord)
|                | Edmond Alphandéry sortant réélu | UDF (CDS)      | 23 150 | 56,27  |  |  |  |
|                | Jean-Charles Taugourdeau        | Divers droite  | 5 831  | 14,17  |  |  |  |
|                | Yves Letourneux                 | PS (ADFP)      | 4 082  | 9,92   |  |  |  |
|                | Jean-René Peltier               | FN             | 2 789  | 6,78   |  |  |  |
|                | Maryvonne Vigogne               | PCF            | 1 654  | 4,02   |  |  |  |
|                | Yves Lethielleux                | Les Verts (EÉ) | 1 653  | 4,02   |  |  |  |
|                | Jean-Michel Marchand            | SÉGA           | 1 288  | 3,13   |  |  |  |
|                | Odile Maak                      | LT-LNÉ         | 693    | 1,68   |  |  |  |
|                |                                 |                |        |        |  |  |  |
| Inscrits       | Inscrits                        | Inscrits       | 61 290 | 100,00 |  |  |  |
| Abstentions    | Abstentions                     | Abstentions    | 18 134 | 29,59  |  |  |  |
| Votants        | Votants                         | Votants        | 43 156 | 70,41  |  |  |  |
| Blancs et nuls | Blancs et nuls                  | Blancs et nuls | 2 016  | 4,67   |  |  |  |
| Exprimés       | Exprimés                        | Exprimés       | 41 140 | 95,33  |  |  |  |

#### Quatrième circonscription (Saumur-Sud)
| Candidat       | Candidat                   | Parti          | Premier tour | Premier tour | Second tour | Second tour |  |
| Candidat       | Candidat                   | Parti          | Voix         | %            | Voix        | %           |  |
| -------------- | -------------------------- | -------------- | ------------ | ------------ | ----------- | ----------- |  |
|                | Jean Bégault sortant réélu | UDF (AD)       | 18 504       | 41,93        | 23 942      | 100,00      |  |
|                | Jean-Pierre Pohu           | RPR            | 10 544       | 23,89        | Retrait     | Retrait     |  |
|                | Michel Cartron             | PS (ADFP)      | 5 222        | 11,83        |             |             |  |
|                | Philippe Lachaud           | FN             | 3 954        | 8,96         |             |             |  |
|                | Christophe Réveillé        | Les Verts (EÉ) | 2 828        | 6,41         |             |             |  |
|                | Michel Robichon            | SÉGA           | 1 862        | 4,22         |             |             |  |
|                | Raymond Berthélémie        | PCF            | 1 217        | 2,76         |             |             |  |
|                |                            |                |              |              |             |             |  |
| Inscrits       | Inscrits                   | Inscrits       | 66 429       | 100,00       | 66 428      | 100,00      |  |
| Abstentions    | Abstentions                | Abstentions    | 19 552       | 29,43        | 33 836      | 50,94       |  |
| Votants        | Votants                    | Votants        | 46 877       | 70,57        | 32 592      | 49,06       |  |
| Blancs et nuls | Blancs et nuls             | Blancs et nuls | 2 746        | 5,86         | 8 650       | 26,54       |  |
| Exprimés       | Exprimés                   | Exprimés       | 44 131       | 94,14        | 23 942      | 73,46       |  |

#### Cinquième circonscription (Cholet)
| Candidat       | Candidat                    | Parti          | Premier tour | Premier tour | Second tour | Second tour |  |
| Candidat       | Candidat                    | Parti          | Voix         | %            | Voix        | %           |  |
| -------------- | --------------------------- | -------------- | ------------ | ------------ | ----------- | ----------- |  |
|                | Maurice Ligot sortant réélu | UDF (AD)       | 20 945       | 48,42        | 23 623      | 60,08       |  |
|                | Jean-Pierre Bougnoux        | PS (ADFP)      | 7 699        | 17,8         | 15 693      | 39,92       |  |
|                | Roger Baudry                | FN             | 4 919        | 11,37        |             |             |  |
|                | Patrick Henry               | Les Verts (EÉ) | 3 283        | 7,59         |             |             |  |
|                | Marie-Pierre Larregain      | LT-LNÉ         | 2 740        | 6,33         |             |             |  |
|                | Jean-Paul Gouraud           | PCF            | 1 842        | 4,26         |             |             |  |
|                | Gilles Barrault             | LO             | 1 830        | 4,23         |             |             |  |
|                |                             |                |              |              |             |             |  |
| Inscrits       | Inscrits                    | Inscrits       | 67 473       | 100,00       | 67 473      | 100,00      |  |
| Abstentions    | Abstentions                 | Abstentions    | 20 585       | 30,51        | 24 526      | 36,35       |  |
| Votants        | Votants                     | Votants        | 46 888       | 69,49        | 42 947      | 63,65       |  |
| Blancs et nuls | Blancs et nuls              | Blancs et nuls | 3 630        | 7,74         | 3 631       | 8,45        |  |
| Exprimés       | Exprimés                    | Exprimés       | 43 258       | 92,26        | 39 316      | 91,55       |  |

#### Sixième circonscription (Angers-Ouest - Beaupréau)
|                | Hervé de Charette sortant réélu | UDF (PR)                   | 29 848 | 58,05  |  |  |  |
|                | Annick Kerriou                  | PS (ADFP)                  | 6 393  | 12,43  |  |  |  |
|                | Jacques Gérardin                | FN                         | 4 503  | 8,76   |  |  |  |
|                | Alain Deltombe                  | GÉ (EÉ)                    | 4 485  | 8,72   |  |  |  |
|                | Yvette Leroux                   | LT-LNÉ                     | 1 872  | 3,64   |  |  |  |
|                | Didier Lize                     | LO                         | 1 834  | 3,57   |  |  |  |
|                | Claudi Ménard                   | PCF                        | 1 303  | 2,53   |  |  |  |
|                | Daniel Sale                     | Divers gauche (Maj. prés.) | 1 179  | 2,29   |  |  |  |
|                |                                 |                            |        |        |  |  |  |
| Inscrits       | Inscrits                        | Inscrits                   | 76 748 | 100,00 |  |  |  |
| Abstentions    | Abstentions                     | Abstentions                | 20 170 | 26,28  |  |  |  |
| Votants        | Votants                         | Votants                    | 56 578 | 73,72  |  |  |  |
| Blancs et nuls | Blancs et nuls                  | Blancs et nuls             | 5 161  | 9,12   |  |  |  |
| Exprimés       | Exprimés                        | Exprimés                   | 51 417 | 90,88  |  |  |  |

#### Sixième circonscription (Angers - Segré)
|                | Marc Laffineur sortant réélu | UDF (AD)       | 23 645 | 55,14  |  |  |  |
|                | Jean-Yves Dumont             | PS (ADFP)      | 6 407  | 14,94  |  |  |  |
|                | Marc Gicquel                 | Extrême gauche | 4 435  | 10,34  |  |  |  |
|                | Albert Toulouze              | FN             | 3 426  | 7,99   |  |  |  |
|                | Michel Baujon                | PCF            | 1 857  | 4,33   |  |  |  |
|                | Corinne Dumont               | LT-LNÉ         | 1 767  | 4,12   |  |  |  |
|                | Marie-Louise Dupas           | LO             | 1 345  | 3,14   |  |  |  |
|                |                              |                |        |        |  |  |  |
| Inscrits       | Inscrits                     | Inscrits       | 64 152 | 100,00 |  |  |  |
| Abstentions    | Abstentions                  | Abstentions    | 17 937 | 27,96  |  |  |  |
| Votants        | Votants                      | Votants        | 46 215 | 72,04  |  |  |  |
| Blancs et nuls | Blancs et nuls               | Blancs et nuls | 3 333  | 7,21   |  |  |  |
| Exprimés       | Exprimés                     | Exprimés       | 42 882 | 92,79  |  |  |  |